# NGC 3795A
NGC 3795A је спирална галаксија у сазвежђу Велики медвед која се налази на NGC листи објеката дубоког неба.
Деклинација објекта је + 58° 16' 7" а ректасцензија 11h 39m 21,3s. Привидна величина (магнитуда) објекта NGC 3795 износи 13,5 а фотографска магнитуда 14,2. NGC 3795A је још познат и под ознакама UGC 6616, MCG 10-17-35, CGCG 292-15, PGC 36137.